# Стокбридж (Нью-Йорк)
Стокбридж (англ. Stockbridge) — місто (англ. town) в США, в окрузі Медісон штату Нью-Йорк. Населення — 1972 особи (2020).

## Демографія
Згідно з переписом 2010 року, у місті мешкали 2103 особи в 801 домогосподарстві у складі 575 родин. Було 860 помешкань
Расовий склад населення:
| - 96,4 % — білих - 1,8 % — корінних американців - 0,3 % — азіатів - 0,2 % — чорних або афроамериканців |

До двох чи більше рас належало 1,1 %. Частка іспаномовних становила 0,8 % від усіх жителів.
За віковим діапазоном населення розподілялося таким чином: 25,7 % — особи молодші 18 років, 62,3 % — особи у віці 18—64 років, 12,0 % — особи у віці 65 років та старші. Медіана віку мешканця становила 38,3 року. На 100 осіб жіночої статі у місті припадало 102,8 чоловіків;  на 100 жінок у віці від 18 років та старших — 101,4 чоловіків також старших 18 років.
Середній дохід на одне домашнє господарство  становив 61 151 долар США (медіана — 52 778), а середній дохід на одну сім'ю — 65 375 доларів (медіана — 59 634). Медіана доходів становила 44 044 долари для чоловіків та 34 635 доларів для жінок. За межею бідності перебувало 10,2 % осіб, у тому числі 12,1 % дітей у віці до 18 років та 5,9 % осіб у віці 65 років та старших.
Цивільне працевлаштоване населення становило 1092 особи. Основні галузі зайнятості: освіта, охорона здоров'я та соціальна допомога — 24,5 %, виробництво — 20,0 %, мистецтво, розваги та відпочинок — 12,2 %, роздрібна торгівля — 9,9 %.